# Љубавни бродолом
Љубавни бродолом (енгл. Love Wrecked) америчка је романтична комедија из 2005. године у режији Рандала Клајзера. Главну улогу тумачи Аманда Бајнс, а говори о девојци која се нашла са рок звездом на плажи на Карибима.
Приказан је 18. маја 2005. године широм света. У САД, Media 8 Entertainment није успео да пронађе дистрибутера, а права је тек након две године преузео ABC Family, који га је приказао 21. јануара 2007. године.

## Радња
Џени је тинејџерка која током летњег распуста добија посао у познатом летовалишту. Када сазна да ће рок певач Џејсон бити гост у овом хотелу, њено узбуђење је прејако да би га контролисала. А када Џејсон падне са брода током једног крстарења, Џени ће покушати да га спаси. Завршиће на пустом тропском острву. Џени схвати да се налазе само пар километара од летовалишта, али ће то сакрити да би Џејсона натерала да се заљуби у њу.

## Улоге
| Глумац           | Улога           |
| ---------------- | --------------- |
| Аманда Бајнс     | Џенифер Тејлор  |
| Крис Кармак      | Џејсон Мастерс  |
| Џонатан Бенет    | Рајан           |
| Џејми-Лин Сиглер | Алексис Минети  |
| Фред Вилард      | Бен Тејлор      |
| Ланс Бас         | Ден             |
| Алфонсо Рибеиро  | Брент Хернандез |
| Кети Грифин      | Белинда         |
| Леонардо Куеста  | Гејл            |